# Pentakomo
Pentakomo (in greco Πεντάκωμο?; in turco Beşevler) è una comunità (in greco κοινότητα?, koinótita) nel distretto di Limassol a Cipro.

## Geografia fisica
Pentakomo si trova a 20 chilometri a est di Limassol. È costruito ad un'altitudine di 120 metri sul livello del mare. Confina con Monagroulli a ovest, Asgata a nord e Marie a est. Il lato meridionale della sua area amministrativa coincide con la costa, con una lunghezza di 15 Km. La costa di Pentakomo è chiamata Spiaggia dei Governatori.

## Origini del nome

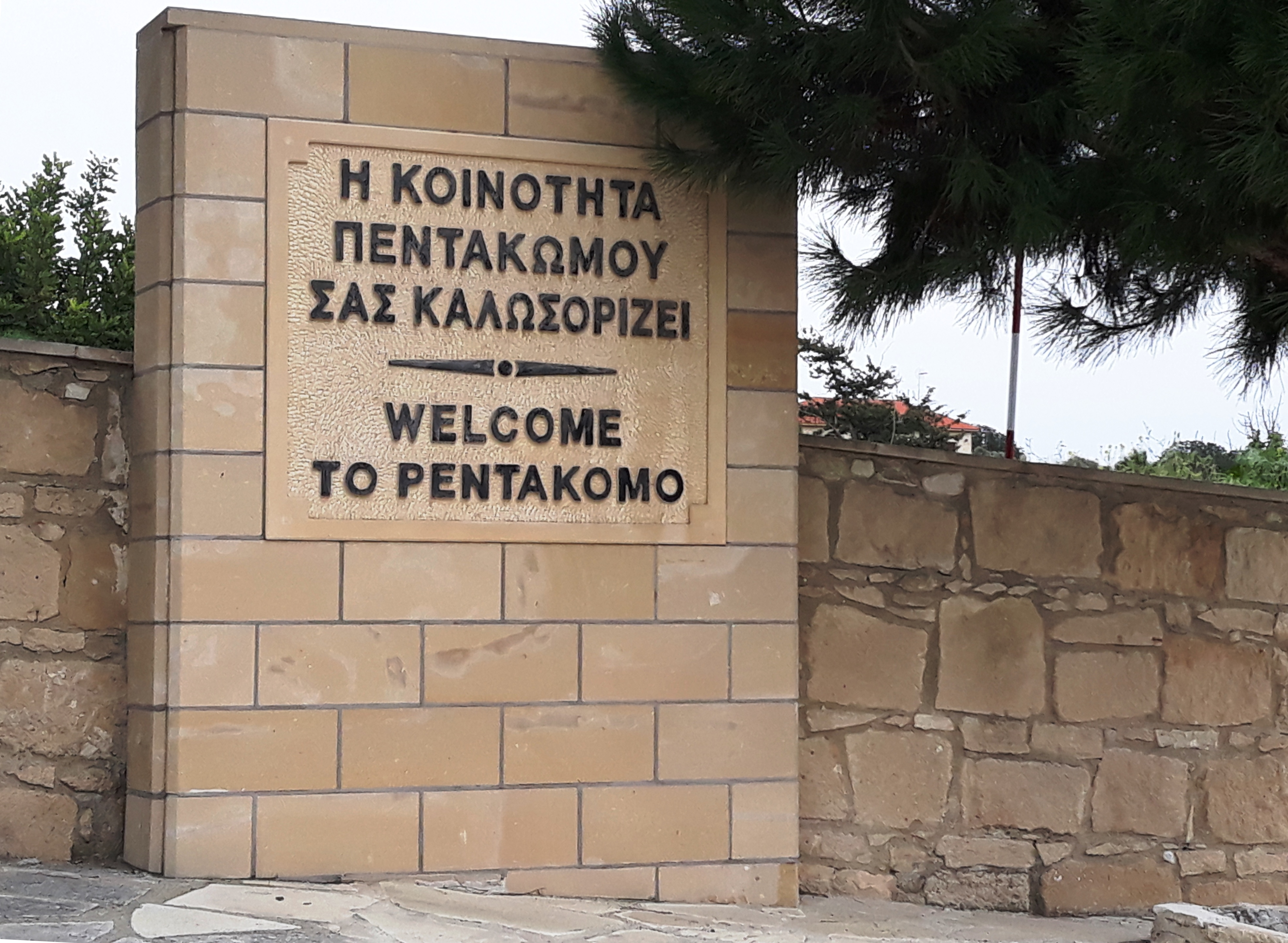
Cartello d'entrata del paese

Esistono due versioni dell'origine del nome del paese:
Il villaggio era formato da cinque insediamenti più antichi ("komes" in greco), che erano uniti in uno. I vecchi residenti del villaggio affermano che questi insediamenti erano situati nelle località di Mesovounia, Chalasmata, Petromouthi, Kremmous e Kalifoudi. È possibile che questi cinque insediamenti siano stati distrutti durante il periodo delle invasioni arabe (VII-X secolo).
Il ricercatore George Jeffrey scrive in un suo articolo (1918) che il nome del villaggio deriva dal fatto che era la quinta contea di Limassol.
Nel 1958 i turco-ciprioti adottarono il nome alternativo Beşevler, che significa "cinque case".

## Storia
Pentacomo è registrato su una mappa del periodo franco con il nome Pendacomo. Louis de Mas Latri la include nei borghi che appartenevano ai possedimenti del Re.
Quando iniziò il domino ottomano a Cipro (1571), i turchi si stabilirono a Pentakomo, dove vissero in armonia con la popolazione greca fino al 1974.

## Società

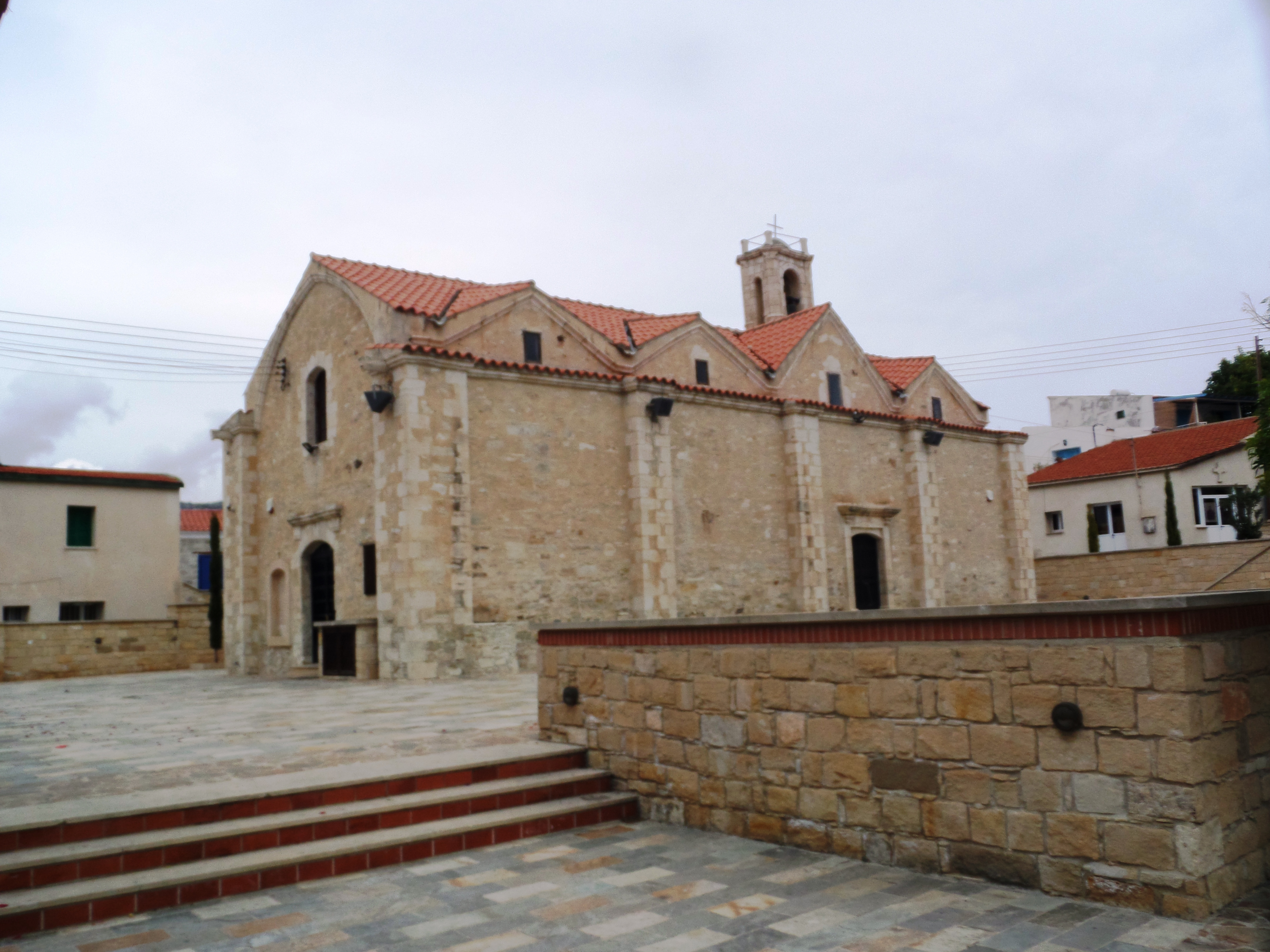
La chiesa della Panaghia Chriseleousis

### Evoluzione demografica
Secondo i censimenti della popolazione effettuati a Cipro, fino al 1974 Pentakomo era un villaggio misto, cioè vi abitavano greco-ciprioti e turco-ciprioti. La maggioranza era turco-cipriota. Dopo l'invasione turca del 1974, i residenti turco-ciprioti del villaggio avrebbero voluto rimanere a Pentakomo. Tuttavia, a causa dell'insicurezza persistente, in seguito fu chiesto loro di trasferirsi nella parte settentrionale dell'isola, cosa che avvenne nell'agosto 1975. La maggior parte si stabilì ad Angastina. Gli abitanti greco-ciprioti e profughi greco-ciprioti dalla parte settentrionale dell'isola rimasero a Pentakomo.
Secondo il censimento del 2011 la popolazione del paese mostra un forte aumento.